# 梶田進
梶田 進（かじた すすむ、1935年12月19日 - 2019年5月24日）は、日本の経営者。テレビ愛知社長を務めた。

## 来歴・人物
愛媛県出身。1960年に東京大学経済学部を卒業し、同年に日本経済新聞社に入社。1993年3月に常務に就任し、1997年6月にはテレビ愛知社長に就任。2003年6月には会長に就任。
2019年5月24日に大動脈弁狭窄症のために死去。83歳没。